# آلخاندرو آلونسو (بازیکن فوتبال)
آلخاندرو آلونسو (انگلیسی: Alejandro Alonso؛ زادهٔ ۳ مارس ۱۹۸۲) بازیکن فوتبال اهل آرژانتین است.
از باشگاه‌هایی که در آن بازی کرده‌است می‌توان به آ.اس موناکو، باشگاه فوتبال بوردو، باشگاه فوتبال اتلتیکو هوراکان، و باشگاه فوتبال سن-اتین اشاره کرد.